# روبن ایمپنس
روبن ایمپنس (هلندی: Ruben Impens؛ زادهٔ ۳۱ مارس ۱۹۷۱) فیلم‌بردار اهل بلژیک است که در فلاندر مشغول به کار است و بابت همکاری‌اش با فیلیکس ون گرینینگن شناخته می‌شود.
از فیلم‌هایی که وی در آن‌ها نقش داشته‌است، می‌توان به فروپاشی حلقه شکسته، خام، آینه سیاه (اپیزود مردان علیه آتش)، پسر زیبا، موستانگ و تیتان اشاره نمود.